# Robert Aickman
Robert Fordyce Aickman (Londra, 27 giugno 1914 – 26 febbraio 1981) è stato uno scrittore britannico, attivo nel genere weird anglosassone della seconda parte del XX secolo.

## Biografia
Dopo essersi occupato dell'associazione Inland Waterways Association che si interessava della salvaguardia dei canali sotterranei in Inghilterra e della quale era stato cofondatore, nel 1951 pubblicò tre racconti nell'antologia We Are For The Dark, Six Ghost Stories; nel 1955, grazie alla pubblicazione del racconto Ringing The Changes, riscosse un certo successo e ne venne tratta una trasposizione televisiva trasmessa dalla BBC nel 1968.
Nel 1964 decise di abbandonare ogni altro impegno per dedicarsi alla scrittura e l'anno stesso pubblicò la sua prima antologia, Dark Entries. Curious And Macabre Ghost Stories. Ha scritto complessivamente 48 racconti, 2 romanzi (The Model e The Late Breakfasters) e un’autobiografia, oltre a svolgere l’attività di curatore di antologie di ghost-stories in cui esponeva le sue teorie sulla narrativa fantastica. Dal 1964 al 1977 fu curatore della serie antologica Fontana Book of Great Ghost Stories.
Morì nel 1981, anno in cui la British Fantasy Society lo premia per il racconto The Stains.

## Tematiche
Il suo predecessore, per quanto concerne le tematiche trattate, è Walter de la Mare, maestro del fantastico psicologico. Nella sua opera traspare l’influenza di Freud e del Surrealismo. Fritz Leiber lo ha definito "il meteorologo dell'inconscio".
Le sue, come faceva notare David Tibet (leader del gruppo musicale dei Current 93), nella sua presentazione apparsa in origine in Robert Aickman, The Collected Strange Stories, Tartarus Press & Durtro Press, non sono storie di fantasmi.
Giuseppe Lippi così definiva in maniera calzante la sua opera: “In Robert Aickman … il reale è un mosaico composto di tessere straniate e spesso paurosamente prive di senso”.
Robert Aickman ha definito i suoi racconti “strange tales”.

## Opere

### Romanzi
- The Late Breakfasters. Victor Gollancz, 1964 
  - Cedric Chivers, 1978
  - Faber Finds, 2014
  - Valancourt Books, 2016
- The Model. New York: Arbor House, 1987
  - Faber Finds, 2014

### Antologie di racconti
- Dark Entries: Curious and Macabre Ghost Stories.  Londra, Collins, 1964
- Powers of Darkness: Macabre Stories.  Londra, Collins, 1966
- Sub Rosa: Strange Tales.  Londra, Victor Gollancz, 1968
- Cold Hand in Mine: Eight Strange Stories.  Londra, Victor Gollancz, 1975. Ristampe: Faber, 2014, introduzione di Reece Shearsmith e postfazione di Jean Richardson
- Tales of Love and Death.  Londra, Victor Gollancz, 1977
- Night Voices: Strange Stories.  Londra, Victor Gollancz, 1985
- The Strangers and Other Writings. Tartarus Press, 2015
- Intrusions: Strange Tales.  Londra, Victor Gollancz, 1980
- We Are for the Dark: Six Ghost Stories.  Londra, Jonathan Cape, 1951

### Ristampe
- Painted Devils: Strange Stories. New York: Scribner's, 1979
- The Wine-Dark Sea. New York: Arbor House/William Morrow, 1988. Reprint:  Londra, Faber, 2014
- The Unsettled Dust.  Londra, Mandarin, 1990. Reprint:  Londra, Faber, 2014
- The Collected Strange Stories. Horam, East Sussex: Tartarus/Durtro, 1999
- The Late Breakfasters and Other Strange Stories. Richmond, VA: Valancourt, 2016
- Compulsory Games. New York, NY: NYRB Classics, 2018

### Autobiografie
- The Attempted Rescue.  Londra, Victor Gollancz 1966
- The River Runs Uphill: A Story of Success and Failure. Burton on Trent: Pearson, 1986

### Edizioni in lingua italiana
- Suspense - maggio 1990 - COLLANA Oscar Horror 12, Arnoldo Mondadori Editore
- Sentieri Oscuri. Tutti i racconti fantastici vol. 1, Edizioni Hypnos, 2012
- I poteri delle tenebre. Tutti i racconti fantastici vol. 2, Edizioni Hypnos, Biblioteca dell’Immaginario n.9,  2014
- Sub Rosa. Tutti i racconti fantastici vol. 3, Edizioni Hypnos, 2019
- Brividi Crudeli. Tutti i racconti fantastici vol. 4, Edizioni Hypnos, 2021
- Storie d'amore e di morte. Tutti i racconti fantastici vol. 5, Edizioni Hypnos, 2023

## Riconoscimenti
- Nel 1975 ha vinto il World Fantasy Award grazie al racconto Pages Form A Young Girl's Journal.
- La British Fantasy Society lo premia per il racconto The Stain nel 1981.